# 礁溪溫泉
礁溪溫泉舊名湯圍溫泉，位於蘭陽平原上的宜蘭縣礁溪鄉。主要分布於湯圍地區(現德陽村)，集中於湯圍溪兩側谷地，為全台少見的平地溫泉。
近年因溫泉區過度開發與抽取導致溫泉資源減少，水溫以及水位下降。

## 泉質
水質清澈透明，可飲用，水溫約55℃，酸鹼值pH7.8，碳酸根離子約297ppm，鈉離子約187ppm，是中性碳酸氫鈉泉。

## 公共溫泉
公共溫泉設施最早出現於日治時代的圓山公園(礁溪溫泉公園)，由宜蘭廳於1915年興建磚石構造的公共浴場。更往前可追朔於1898年設立軍警療養用的礁溪溫泉保養所。
目前除湯圍溝、礁溪兩座公園外，另在其他溫泉露點設置足湯。

### 礁溪溫泉公園

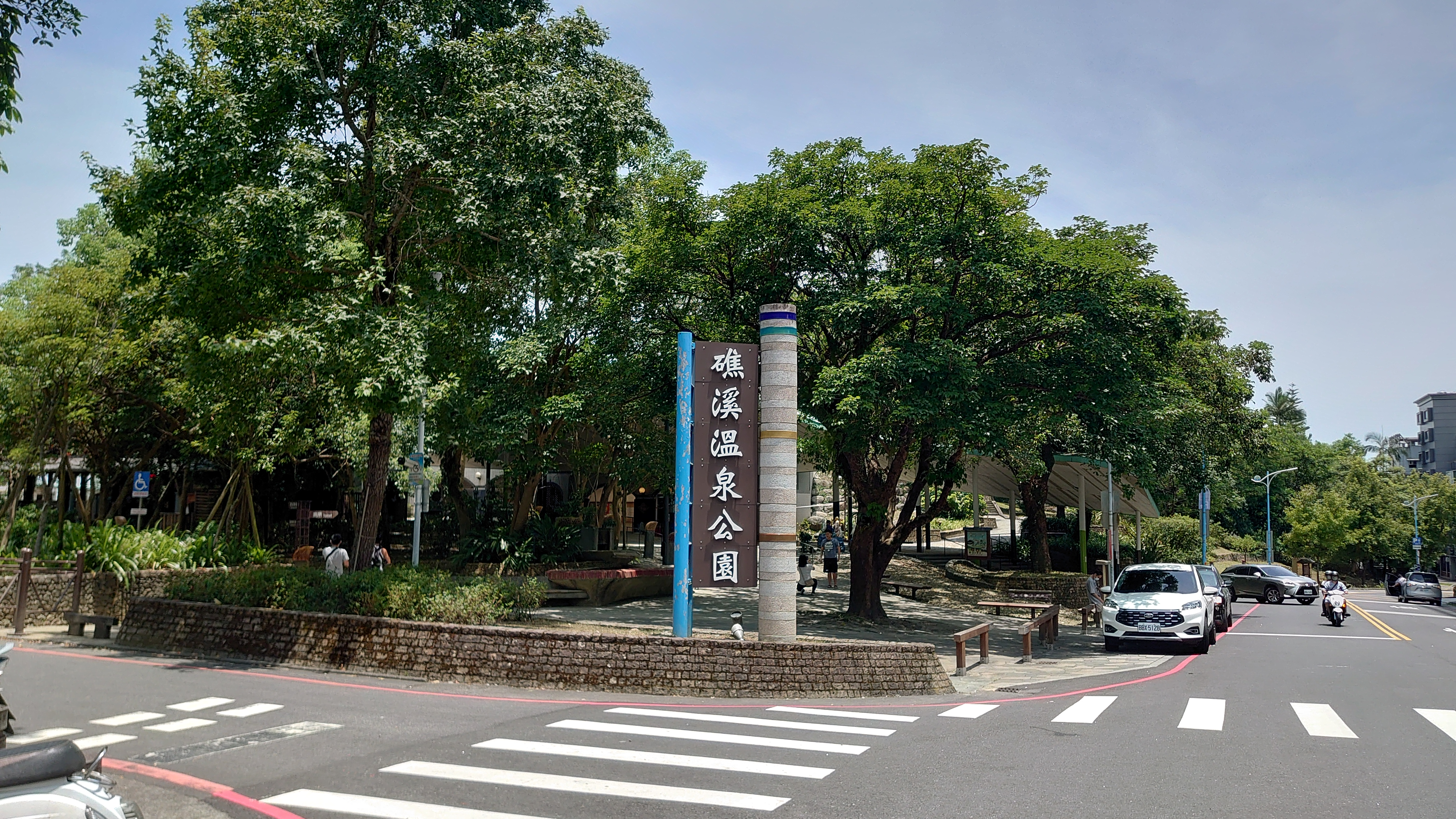
溫泉公園入口

舊稱圓山公園，位於溫泉區北端，鄰近礁溪轉運站，離礁溪車站北方約500公尺處，自古便是礁溪的交通樞紐。
最早在1915年興建磚石構造的公共浴場，1923年於浴場旁增建一棟木造貴賓室，做為接待官衙士紳之地方。礁溪公共浴場內有兩座長方形浴槽，男浴場約9坪，女浴場約6坪。浴場旁設有約35疊敷大的休憩場(大廣間)、十疊房及八疊房大小的特別休憩所兩棟。大廣間內有桌球桌，而在小丘上中央處設有網球場，一旁的相思樹下則有小椅子，供入浴後民眾散步休憩的場所。1924年後在礁溪驛西方約300公尺處，另興建一間公眾浴場，免費提供農民及勞動者使用。
面積約5.2公頃，園內林蔭夾道，為民眾休閒遊憩之處，在園內並設有礁溪遊客中心、溫泉游泳池、溫泉泡腳池、礁溪劇場等。鄉立游泳池當前整修中。
園區內裸湯「森林風呂」曾與輕車悠遊股份有限公司簽訂委外經營契約，自2012年9月16日起為期10年。後因縣府官員以該公司印製票券且擅自抵押經營權利之股權65%借款，未審先判以重大違約，縣府再自2016年8月17日起未經授權、自行終止契約，暫停營業、再由縣府於2016年11月17日自行營運。
2020年後因經法院三審定讞、判決縣府敗訴、違約、經仲裁違約賠償其責任達2億4千800餘萬，同時縣府數年自營之下虧損累累，縣議會成立專案調查小組，追查累計至2021年虧損再擴增至4千餘萬，2022年11月1日縣府林姿妙縣長為遵重於法院判決、也為避免前朝錯誤政策累積虧損及賠償、浪費公帑，重新交還輕車悠遊股份有限公司營運中。

### 湯圍溝溫泉公園
湯圍溝舊名「燒水窟」或「湯仔城」，靠近溫泉中心，早在清朝時便被發現，由於不適合耕作及居住並未被開發。在日治時代因經濟發展與交通建設(礁溪車站)帶動觀光業發展，在1960年代-1970年代（民國50-60年代）形成結合溫泉、情色與那卡西的酒番文化吸引大批觀光客、美軍、日本商人湧入，在北投禁娼後情色行業進一步發展，因大量溫泉旅館與盛行的情色消費而有「小北投」的稱號。
園內的公共設施除常見之足湯、戲水區外，包括有男女分開的日式溫泉浴池「湯圍風呂」與被指定為歷史建築的湯圍溫泉溝社區公共浴池，該公共浴池興建於民國66年，原先為男女分開之浴場，後因女賓使用率低改為男性專用，2013年重新整建。24小時開放且無須收費。

## 歷史
- 礁溪溫泉在吳沙到宜蘭墾荒時即被發現。

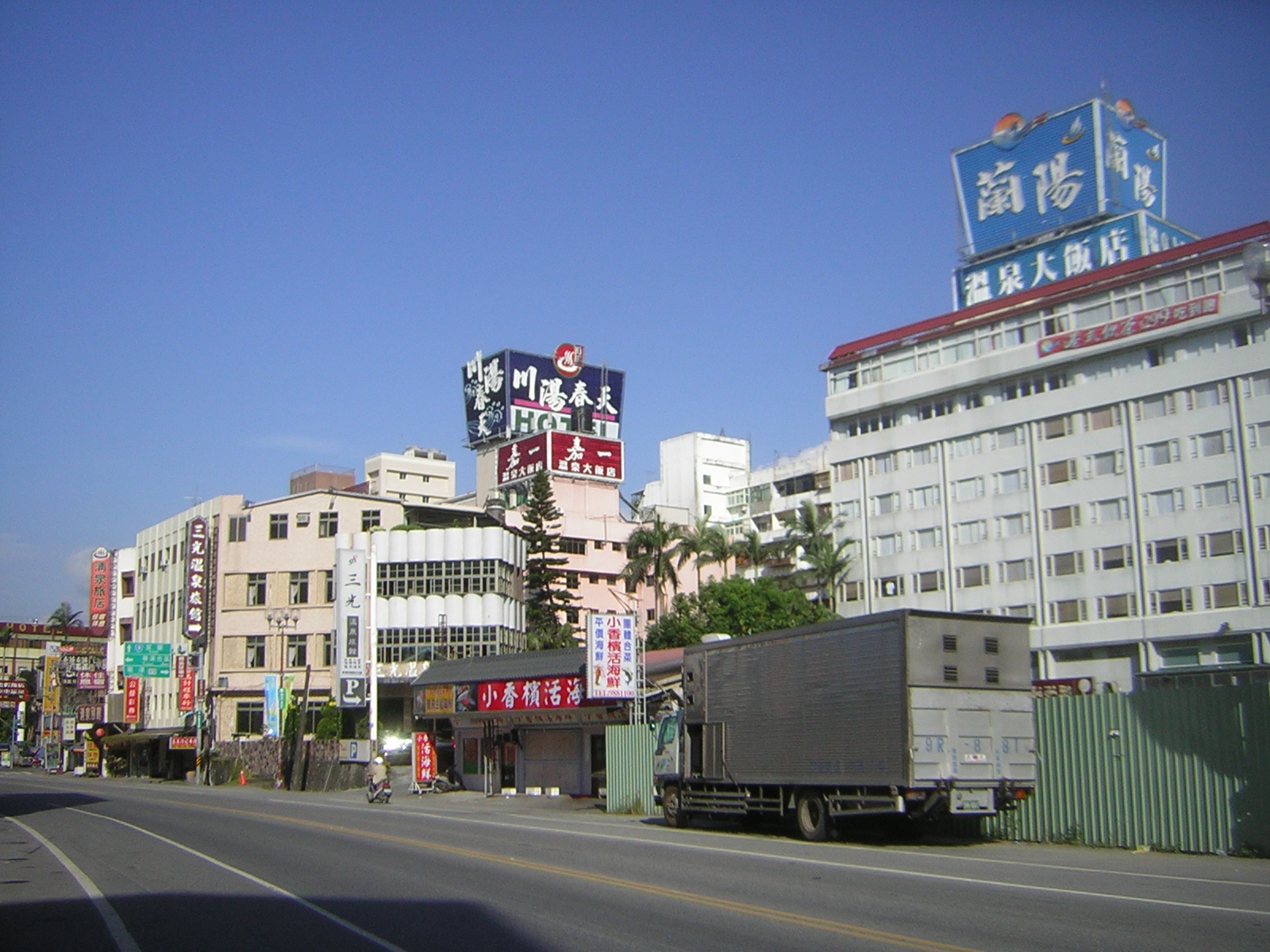
礁溪德陽路一帶的溫泉飯店

- 日治時期日本人在礁溪設立樂園、圓山、西山三家溫泉旅館。
- 日治初期，日人把位於本鄉玉石村、面積三公頃餘的圓山公園(今礁溪塭ㄑ公園)充為公共浴場，分為男女浴室，收門票供一般沐浴，並可在招待室中打牌圍棋，以供消遣。另闢富麗堂皇貴賓室一幢，迎接官衙士紳，因環境優雅、花木扶疏，遊客趨之若鶩。當時並獎勵日人開設溫泉旅館，在溫泉中心則有圓山旅館、樂園、西山旅館、台人開設之昇月樓旅館等。其中樂園旅館雄偉富麗，占地甚廣，橫踞於火車站對面，傳聞是準備作為日昭和裕仁太子來台下榻之處。
- 國民政府時期，溫泉區的發展日益興盛，除傳統民宅、樓房供住家單純使用外，近年來於溫泉區南側，更興建多棟渡假型別墅或大樓，以溫泉套房吸引外客投資或自住。此外，區內的旅館業更是蓬勃發展，民國九十四年完工的湯圍溝公園，業者結合溫泉、住宿、餐飲及地下酒家等多角化經營，讓礁溪溫泉成為北台灣泡湯的勝地。鄉公所為充分運用溫泉天然資源，於民國八十八年在礁溪公園旁設置了溫泉泡湯與溫泉游泳池，讓民眾一年四季均能盡情享受溫泉。而宜蘭縣政府為創造湯圍溝歷史空間新風貌，提昇健康的溫泉休閒形象，保留傳統建築生活的共同記憶，建立舒適自然的開放遊憩場所，自九十一年起分四期規劃設計建設湯圍溝公園，並於九十四年十二月十七日完成正式啟用。為重塑礁溪泡湯文化，發展礁溪泡湯特色，近年來宜蘭縣政府以溫泉文化為主軸，輔以養生為訴求，於冬季辦理礁溪溫泉節，結合溫泉泡湯、溫泉介紹與各項藝術表演，溫泉節呈現嶄新的溫泉風貌，成為帶動地方產業的新興活動。

## 交通
鐵路：
- 臺灣鐵路管理局宜蘭線礁溪車站。

公路：
- 礁溪轉運站
- 台九線。
- 國道五號頭城交流道。
- 雪山隧道

## 國際交流
- 2013年6月14日，日本和歌山县南紀白濱溫泉締結姊妹溫泉，促進溫泉觀光、環保等交流，建立雙邊友好的國際關係。

## 觀光
礁溪溫泉隨著雪山隧道的開通，造訪人次有著顯卓的成長。尤以礁溪觀光旅館增加最為明顯，中小型飯店不斷進駐，乃至星級酒店也陸續於礁溪鄉開發。著名集團型飯店有：長榮鳳凰酒店(礁溪) （页面存档备份，存于）、礁溪老爺酒店、礁溪寒沐酒店、東旅湯宿溫泉飯店 （页面存档备份，存于）、東旅背包客 （页面存档备份，存于）、晶泉丰旅、捷絲旅宜蘭礁溪館等。